# Ricomincio da me (film 2018)
Ricomincio da me (Second Act) è un film del 2018 diretto da Peter Segal.

## Trama
Maya Vargas è una quarantenne che lavora come addetta vendite in una piccola catena di supermercati. Nella sua vita ha dovuto compiere molti sacrifici, a cominciare dagli studi abbandonati presto per iniziare a lavorare, e una figlia avuta diciassettenne e data in adozione in modo da farle avere un futuro migliore. Quando le viene negata una promozione che pensava di meritare, Maya si rende conto che è parecchio difficile riuscire a fare carriera senza una laurea. La sua migliore amica Joan, aiutata dal figlio genio del computer, le costruisce un curriculum falso pieno di titoli ed esperienze per farla assumere presso la  Franklin & Clarke (F&C), una prestigiosa azienda di cosmetici diretta da Anderson Clarke. Dapprima delusa per la truffa architettata dagli amici contro la sua volontà, Maya capisce che deve sfruttare questa "seconda occasione" per dimostrare il suo valore e che, anche con il suo attestato professionale, può stare benissimo in un ambiente di alto livello.
Entrata alla F&C come consulente, la donna fa la conoscenza di Zoe, figlia e braccio destro di Anderson. Quest'ultimo organizza una sfida tra due squadre, capitanate rispettivamente da Zoe e Maya, per ideare un nuovo prodotto da lanciare sul mercato. Mentre la ragazza assolda le risorse migliori, a cominciare dall'ambizioso quanto antipatico Ron, a Maya toccano invece gli "scarti" dell'azienda: il chimico Chase, relegato nei bassifondi dopo un esperimento andato male, e l'introversa Ariana, preda di fobie immaginarie. Nonostante si trovino su fronti contrapposti, Maya e Zoe diventano sempre più intime fino a quando non scoprono che sono madre e figlia. Ritrovato un affetto che credeva perso, grata che Zoe abbia avuto quella bella vita che aveva sognato per lei, Maya è sempre più determinata a vincere la gara per restare alla F&C. Mantenere il suo segreto non è tuttavia semplice, tanto che Ron, invidioso per la crescente considerazione nutrita da Anderson verso la nuova arrivata, inizia a scavare nel suo passato.
Utilizzando i semi di ginkgo, il team di Maya riesce a ideare una crema per il corpo interamente naturale che risulta vincente. Anderson, entusiasta per la performance della donna, vuole assumerla in pianta stabile e che sia lei a presentare il prodotto davanti alla stampa. Consapevole che è giunto il momento di rivelare la verità, recuperando quella parte di vita abbandonata da quando lavora alla F&C, Maya rivela di aver mentito sul curriculum soltanto perché sentiva giusto avere una seconda possibilità dalla vita. Tutti la perdonano, ad eccezione di Zoe, che decide di tornare a Londra per riprendere la scuola d'arte abbandonata a suo tempo, come le aveva consigliato di fare Maya. Finalmente diplomata, la ragazza torna negli Stati Uniti e decide di concedere a sua madre una seconda possibilità.

## Distribuzione
Negli Stati Uniti, il film è stato distribuito il 21 dicembre 2018 da STX Films; In Italia, la pellicola è stata distribuita a partire dal 24 gennaio 2019 da Lucky Red.